# African Museum
African Museum és una discogràfica de reggae de Jamaica, activa principalment durant els anys 70. Un dels seus principals artistes va ser Gregory Isaacs, així com The Mighty Diamonds i D.J. Dango.

## Publicacions conegudes
| Grup           | Àlbum         | Any  |
| -------------- | ------------- | ---- |
| Gregory Isaacs | Extra Classic | 1977 |
| Gregory Isaacs | Lonely Lover  | 1980 |
| Gregory Isaacs | Rat Patrol    | 2004 |
| Gregory Isaacs | Slum in Dub   | 2005 |
| Gregory Isaacs | Brand New Me  | 2008 |